# 2024年バーレーングランプリ
2024年バーレーングランプリ (英: 2024 Bahrain Grand Prix) は、2024年のF1世界選手権の開幕戦として、2024年3月2日にバーレーン・インターナショナル・サーキットのグランプリ・トラックにて開催された。
正式名称は「Formula 1 Gulf Air Bahrain Grand Prix 2024」。

## 背景
タイヤ
ピレリが持ち込んだドライ用タイヤのコンパウンドはハード（白）：C1、ミディアム（黄）：C2、ソフト（赤）：C3のハード寄りの組み合わせ。
| ドライ用   | ドライ用       | ドライ用   | ウェット用           | ウェット用   |
| C1         | C2             | C3         | インターミディエイト | フルウェット |
| ---------- | -------------- | ---------- | -------------------- | ------------ |
| （ハード） | （ミディアム） | （ソフト） | （小雨用）           | （大雨用）   |
DRS：3箇所
※（　）内は検知ポイント
- DRS1：ターン3より23m先から（ターン1の50m手前）
- DRS2：ターン10より50m先から（ターン9より10m手前）
- DRS3：ターン15より250m先から（ターン14より110m手前）

## エントリーリスト
ドライバーのラインナップは前年の最終戦アブダビGPからの変更はなく、ルーキードライバーが不在の状態で開幕を迎える。一方、2チームの名称が変更され、スクーデリア・アルファタウリが「ビザ・キャッシュアップ・RB・フォーミュラワン・チーム」（コンストラクター名称はRB、運営会社もレーシング・ブルズに変更）に、アルファロメオF1チームが「ステークF1チーム・キック・ザウバー」（コンストラクター名称はキック・ザウバー）となる。

## フリー走行
FP1
2024年2月29日 14:30 AST(UTC+3) （特記のない出典: ）
* 気温:20 °C (68 °F) 路面温度:36 °C (97 °F) 天候:晴れ 路面コンディション:ドライ
ソフトタイヤを履いたRB勢（ダニエル・リカルドがトップタイム、角田裕毅が4番手）とマクラーレン勢が4位までを占めた。以下はミディアムタイヤのみを使用したドライバーが続き、フェルナンド・アロンソ、マックス・フェルスタッペンらが続く。アルピーヌ勢とハース勢は下位に沈んだ。
FP2
2024年2月29日 18:00 AST(UTC+3) （特記のない出典: ）
* 気温:17 °C (63 °F) 路面温度:22 °C (72 °F) 天候:晴れ 路面コンディション:ドライ
予選や決勝と同じ時刻に行われる唯一のセッションとなるため、各車ともロングランや予選シミュレーションを積極的に行った。このセッションはメルセデス勢（ルイス・ハミルトンがトップタイム、ジョージ・ラッセルが2番手）が1-2を占めた。FP1で下位に沈んだハース勢だったが、ニコ・ヒュルケンベルグが7番手となるなど復調した。逆にRB勢はリカルドが12番手、角田が15番手に終わった。ランド・ノリスはフライングラップの際にミスを喫したため最下位となった。なお、開始4秒前に赤信号が点灯している状況でピット出口ラインを横切ったバルテリ・ボッタスは戒告処分を受けた。
FP3
2024年3月1日 15:30 AST(UTC+3) （特記のない出典: ）
* 気温:20 °C (68 °F) 路面温度:33 °C (91 °F) 天候:晴れ 路面コンディション:ドライ
マクラーレンはノリスのパワーユニット(PU)のうち、ES（バッテリー）とCE（コントロール・エレクトロニクス）を年間上限の2基目に交換した。
トップタイムのカルロス・サインツからケビン・マグヌッセンまでの14台が0.847秒差にひしめき、予選に向けて大混戦を予感させる結果となった。

### 各セッションの順位
| 順位  | ドライバー   | コンストラクター             | タイム   |
| ----- | ------------ | ---------------------------- | -------- |
| 1     | D.リカルド   | RB                           | 1:32.869 |
| 2     | L.ノリス     | マクラーレン                 | 1:32.901 |
| 3     | O.ピアストリ | マクラーレン                 | 1:33.113 |
| 4     | 角田裕毅     | RB                           | 1:33.183 |
| 5     | F.アロンソ   | アストンマーティン・アラムコ | 1:33.193 |
| 出典: |              |                              |          |

| 順位  | ドライバー   | コンストラクター             | タイム   |
| ----- | ------------ | ---------------------------- | -------- |
| 1     | L.ハミルトン | メルセデス                   | 1:30.374 |
| 2     | G.ラッセル   | メルセデス                   | 1:30.580 |
| 3     | F.アロンソ   | アストンマーティン・アラムコ | 1:30.660 |
| 4     | C.サインツ   | フェラーリ                   | 1:30.769 |
| 5     | O.ピアストリ | マクラーレン                 | 1:30.784 |
| 出典: |              |                              |          |

| 順位  | ドライバー         | コンストラクター             | タイム   |
| ----- | ------------------ | ---------------------------- | -------- |
| 1     | C.サインツ         | フェラーリ                   | 1:30.824 |
| 2     | F.アロンソ         | アストンマーティン・アラムコ | 1:30.965 |
| 3     | M.フェルスタッペン | レッドブル                   | 1:31.062 |
| 4     | C.ルクレール       | フェラーリ                   | 1:31.094 |
| 5     | L.ノリス           | マクラーレン                 | 1:31.118 |
| 出典: |                    |                              |          |

- 注: いずれもトップ5まで掲載。

## 予選
2024年3月1日 19:00 AST(UTC+3) （特記のない出典: ）
- 気温:18 °C (64 °F) 路面温度:22 °C (72 °F) 天候:晴れ 路面コンディション:ドライ

マックス・フェルスタッペン（レッドブル）が2番手のシャルル・ルクレール（フェラーリ）に0.228秒差を付けてポールポジションを獲得した。ジョージ・ラッセル（メルセデス）がカルロス・サインツ（フェラーリ）を0.022秒差の僅差で抑えて3番手、セルジオ・ペレスはチームメイトのフェルスタッペンから0.358秒遅れの5番手に留まった。
RBの角田裕毅はオスカー・ピアストリ（マクラーレン）に僅か0.007秒及ばず11番手でQ2敗退となったが、Q1・Q2ともチームメイトのダニエル・リカルド（14番手）を上回る走りを見せた。ニコ・ヒュルケンベルグ（ハース）はQ3に進出する健闘を見せた。
フリー走行から下位に甘んじ続けたアルピーヌ勢は2台とも最後列と振るわなかったが、Q1首位のサインツから19番手のエステバン・オコンまで0.884秒の混戦であった。

### 予選結果
| 順位                | No. | ドライバー                 | コンストラクター                        | Q1       | Q2       | Q3       | Grid |
| ------------------- | --- | -------------------------- | --------------------------------------- | -------- | -------- | -------- | ---- |
| 1                   | 1   | マックス・フェルスタッペン | レッドブル-ホンダ・RBPT                 | 1:30.031 | 1:29.374 | 1:29.179 | 1    |
| 2                   | 16  | シャルル・ルクレール       | フェラーリ                              | 1:30.243 | 1:29.165 | 1:29.407 | 2    |
| 3                   | 63  | ジョージ・ラッセル         | メルセデス                              | 1:30.350 | 1:29.922 | 1:29.485 | 3    |
| 4                   | 55  | カルロス・サインツ         | フェラーリ                              | 1:29.909 | 1:29.573 | 1:29.507 | 4    |
| 5                   | 11  | セルジオ・ペレス           | レッドブル-ホンダ・RBPT                 | 1:30.221 | 1:29.932 | 1:29.537 | 5    |
| 6                   | 14  | フェルナンド・アロンソ     | アストンマーティン・アラムコ-メルセデス | 1:30.179 | 1:29.801 | 1:29.542 | 6    |
| 7                   | 4   | ランド・ノリス             | マクラーレン-メルセデス                 | 1:30.143 | 1:29.941 | 1:29.614 | 7    |
| 8                   | 81  | オスカー・ピアストリ       | マクラーレン-メルセデス                 | 1:30.531 | 1:30.122 | 1:29.683 | 8    |
| 9                   | 44  | ルイス・ハミルトン         | メルセデス                              | 1:30.451 | 1:29.718 | 1:29.710 | 9    |
| 10                  | 27  | ニコ・ヒュルケンベルグ     | ハース-フェラーリ                       | 1:30.566 | 1:29.851 | 1:30.502 | 10   |
| 11                  | 22  | 角田裕毅                   | RB-ホンダ・RBPT                         | 1:30.481 | 1:30.129 |          | 11   |
| 12                  | 18  | ランス・ストロール         | アストンマーティン・アラムコ-メルセデス | 1:29.965 | 1:30.200 |          | 12   |
| 13                  | 23  | アレクサンダー・アルボン   | ウィリアムズ-メルセデス                 | 1:30.397 | 1:30.221 |          | 13   |
| 14                  | 3   | ダニエル・リカルド         | RB-ホンダ・RBPT                         | 1:30.562 | 1:30.278 |          | 14   |
| 15                  | 20  | ケビン・マグヌッセン       | ハース-フェラーリ                       | 1:30.646 | 1:30.529 |          | 15   |
| 16                  | 77  | バルテリ・ボッタス         | キック・ザウバー-フェラーリ             | 1:30.756 |          |          | 16   |
| 17                  | 24  | 周冠宇                     | キック・ザウバー-フェラーリ             | 1:30.757 |          |          | 17   |
| 18                  | 2   | ローガン・サージェント     | ウィリアムズ-メルセデス                 | 1:30.770 |          |          | 18   |
| 19                  | 31  | エステバン・オコン         | アルピーヌ-ルノー                       | 1:30.793 |          |          | 19   |
| 20                  | 10  | ピエール・ガスリー         | アルピーヌ-ルノー                       | 1:30.948 |          |          | 20   |
| 107% time: 1:36.202 |     |                            |                                         |          |          |          |      |
| 出典:               |     |                            |                                         |          |          |          |      |

## 決勝
2024年3月2日 18:00 AST(UTC+3) （特記のない出典: ）
- 気温:18 °C (64 °F) 路面温度:24 °C (75 °F) 天候:晴れ 路面コンディション:ドライ

マックス・フェルスタッペンが一度も首位の座を明け渡さず、チームメイトで2位のセルジオ・ペレスに22.457秒の大差を付ける独走でポール・トゥ・ウィンを挙げた。フェルスタッペンはファステストラップも記録し、キャリア5度目のグランドスラムも達成した。
レッドブルが1-2フィニッシュを決め、フェラーリのカルロス・サインツが3位で表彰台を獲得し、同じくフェラーリのシャルル・ルクレールが4位に入った。

### レース結果
| 順位    | No. | ドライバー                 | コンストラクター                        | 周回数 | タイム/リタイア原因 | Grid | Pts. |
| ------- | --- | -------------------------- | --------------------------------------- | ------ | ------------------- | ---- | ---- |
| 1       | 1   | マックス・フェルスタッペン | レッドブル-ホンダ・RBPT                 | 57     | 1:31:44.742         | 1    | 26FL |
| 2       | 11  | セルジオ・ペレス           | レッドブル-ホンダ・RBPT                 | 57     | +22.457             | 5    | 18   |
| 3       | 55  | カルロス・サインツ         | フェラーリ                              | 57     | +25.110             | 4    | 15   |
| 4       | 16  | シャルル・ルクレール       | フェラーリ                              | 57     | +39.669             | 2    | 12   |
| 5       | 63  | ジョージ・ラッセル         | メルセデス                              | 57     | +46.788             | 3    | 10   |
| 6       | 4   | ランド・ノリス             | マクラーレン-メルセデス                 | 57     | +48.458             | 7    | 8    |
| 7       | 44  | ルイス・ハミルトン         | メルセデス                              | 57     | +50.324             | 9    | 6    |
| 8       | 81  | オスカー・ピアストリ       | マクラーレン-メルセデス                 | 57     | +56.082             | 8    | 4    |
| 9       | 14  | フェルナンド・アロンソ     | アストンマーティン・アラムコ-メルセデス | 57     | +1:14.887           | 6    | 2    |
| 10      | 18  | ランス・ストロール         | アストンマーティン・アラムコ-メルセデス | 57     | +1:33.216           | 12   | 1    |
| 11      | 24  | 周冠宇                     | キック・ザウバー-フェラーリ             | 56     | +1 Lap              | 17   |      |
| 12      | 20  | ケビン・マグヌッセン       | ハース-フェラーリ                       | 56     | +1 Lap              | 15   |      |
| 13      | 3   | ダニエル・リカルド         | RB-ホンダ・RBPT                         | 56     | +1 Lap              | 14   |      |
| 14      | 22  | 角田裕毅                   | RB-ホンダ・RBPT                         | 56     | +1 Lap              | 11   |      |
| 15      | 23  | アレクサンダー・アルボン   | ウィリアムズ-メルセデス                 | 56     | +1 Lap              | 13   |      |
| 16      | 27  | ニコ・ヒュルケンベルグ     | ハース-フェラーリ                       | 56     | +1 Lap              | 10   |      |
| 17      | 31  | エステバン・オコン         | アルピーヌ-ルノー                       | 56     | +1 Lap              | 19   |      |
| 18      | 10  | ピエール・ガスリー         | アルピーヌ-ルノー                       | 56     | +1 Lap              | 20   |      |
| 19      | 77  | バルテリ・ボッタス         | キック・ザウバー-フェラーリ             | 56     | +1 Lap              | 16   |      |
| 20      | 2   | ローガン・サージェント     | ウィリアムズ-メルセデス                 | 55     | +2 Laps             | 18   |      |
| ソース: |     |                            |                                         |        |                     |      |      |

追記
- ^FL - ファステストラップの1点を含む

優勝者マックス・フェルスタッペンの平均速度
- 201.581 km/h (125.257 mph)

ファステストラップ
- マックス・フェルスタッペン - 1:32.608（39周目）

ラップリーダー
太字は最多ラップリーダー
- マックス・フェルスタッペン - 57周 (1-57) - 全周回ラップリーダー

達成された主な記録
- マックス・フェルスタッペン - 5回目のグランドスラム
  - アルベルト・アスカリとミハエル・シューマッハに並ぶ史上3位[24]。

## 第1戦終了時点のランキング

### ワールド・チャンピオンシップ
| 順位  | ドライバー                 | ポイント |
| ----- | -------------------------- | -------- |
| 1     | マックス・フェルスタッペン | 26       |
| 2     | セルジオ・ペレス           | 18       |
| 3     | カルロス・サインツ         | 15       |
| 4     | シャルル・ルクレール       | 12       |
| 5     | ジョージ・ラッセル         | 10       |
| 出典: |                            |          |

| 順位  | ドライバー                              | ポイント |
| ----- | --------------------------------------- | -------- |
| 1     | レッドブル-ホンダ・RBPT                 | 44       |
| 2     | フェラーリ                              | 27       |
| 3     | メルセデス                              | 16       |
| 4     | マクラーレン-メルセデス                 | 12       |
| 5     | アストンマーティン・アラムコ-メルセデス | 3        |
| 出典: |                                         |          |

- 注：いずれもトップ5まで掲載。